# Widdringtonia
Widdringtonia — рід хвойних рослин родини кипарисових.

## Етимологія
Назва була способом вшанування австрійським ботаніком Стефаном Ендліхером раннього експерта з хвойних лісів Іспанії, капітана Семюел Едварда Кука або Відрінгтона (1787—1856).

## Таксономічні нотатки
Widdringtonia вже давно визнана як тісно пов'язана з Callitris, і приблизно від 1880 до 1930 більшість авторів відносили його в цей рід. Зовсім недавно, молекулярні дослідження (Gadek et al. 2000) показали, трохи складніші відносини, розміщення Widdringtonia і Diselma в сестринській кладі Callitris + Neocallitropsis. Ці чотири роди мають надзвичайно розчленоване поширення (Південна Африка, південна частина Південної Америки, Австралія та Нова Каледонія), припускаючи, що це реліктова надродова група з багатьма вимерлими членами.

## Поширення, екологія
Поширення: Малаві, Мозамбік, ПАР і Зімбабве. Чотири види відрізняються один від одного їх поширенням, і це, мабуть, є результатом їх різного пристосування до режимів вогню. Найбільш поширений вид, W. nodiflora, відновлюється легко після пожежі, навіть після важких опіків. W. whytei значно більш рідкісний; він має товсту, вогнестійку кору, що дозволяє йому витримувати вогонь помірної інтенсивності. Два рідкісних види, W. cedarburgensis та W. schwarzii, по суті не здатні переносити вогонь і ростуть у місцях, таких як скелі і пустки, які горять рідко або взагалі не горять.

## Морфологія
Це однодомні вічнозелені кущі або дерева. Як і в багатьох інших видів родини, листя має яскраво виражений поділ форм листя на голчасті листки неповнолітніх дерев і лускоподібні листки дорослих дерев. Пилкові шишки ≈ 4 мм довжиною. Жіночі шишки деревні, 13–25 мм в діаметрі, поодинокі або в групах на подовжених пагонах. Лусок шишок, як правило, 4, рівного розміру, рідко 5 або 6. Насіння яйцеподібне з паперовим крилом. Деревина ароматна.

## Використання
Деревина легка, м'яка і ароматна. Її може бути легко розділити і вона пручається розпаду. Її використовують для виготовлення меблів, кімнатної та зовнішньої обшивки та парканів. W. whytei особливо цінний через великі розміри.